# Max Frischeisen-Köhler
Max Frischeisen-Köhler, född 1878, död 1923, var en tysk filosof.
Frischeisen-Köhler var docent i Berlin och professor i Halle. Han var lärjunge till Wilhelm Dilthey, vars kunskapsteoretiska, psykologiskt grundade realism han vidareutvecklade. Bland Frischeisen-Köhlers arbeten märks Wissenschaft und Wirklichkeit (1912), Das Realitätsproblem (1912) samt ett antal pedagogiska skrifter.